# Alopecosa sulzeri
Alopecosa sulzeri es una especie de araña araneomorfa del género Alopecosa, familia Lycosidae. Fue descrita científicamente por Pavesi en 1873.
Habita en Europa, Cáucaso, Rusia (Europa hasta el sur de Siberia) y Kazajistán. El macho mide 11 mm y las hembras de 14 a 19 mm. El prosoma presenta una coloración marrón rojiza con bandas amarillas. La longitud del prosoma para las hembras es de 5,0-6,6 mm y para los machos es de 6,0-6,3 mm. Las patas de Alopecosa sulzeri poseen una tonalidad amarillenta y el opistosoma es oscuro.